# Isaiah Hartenstein

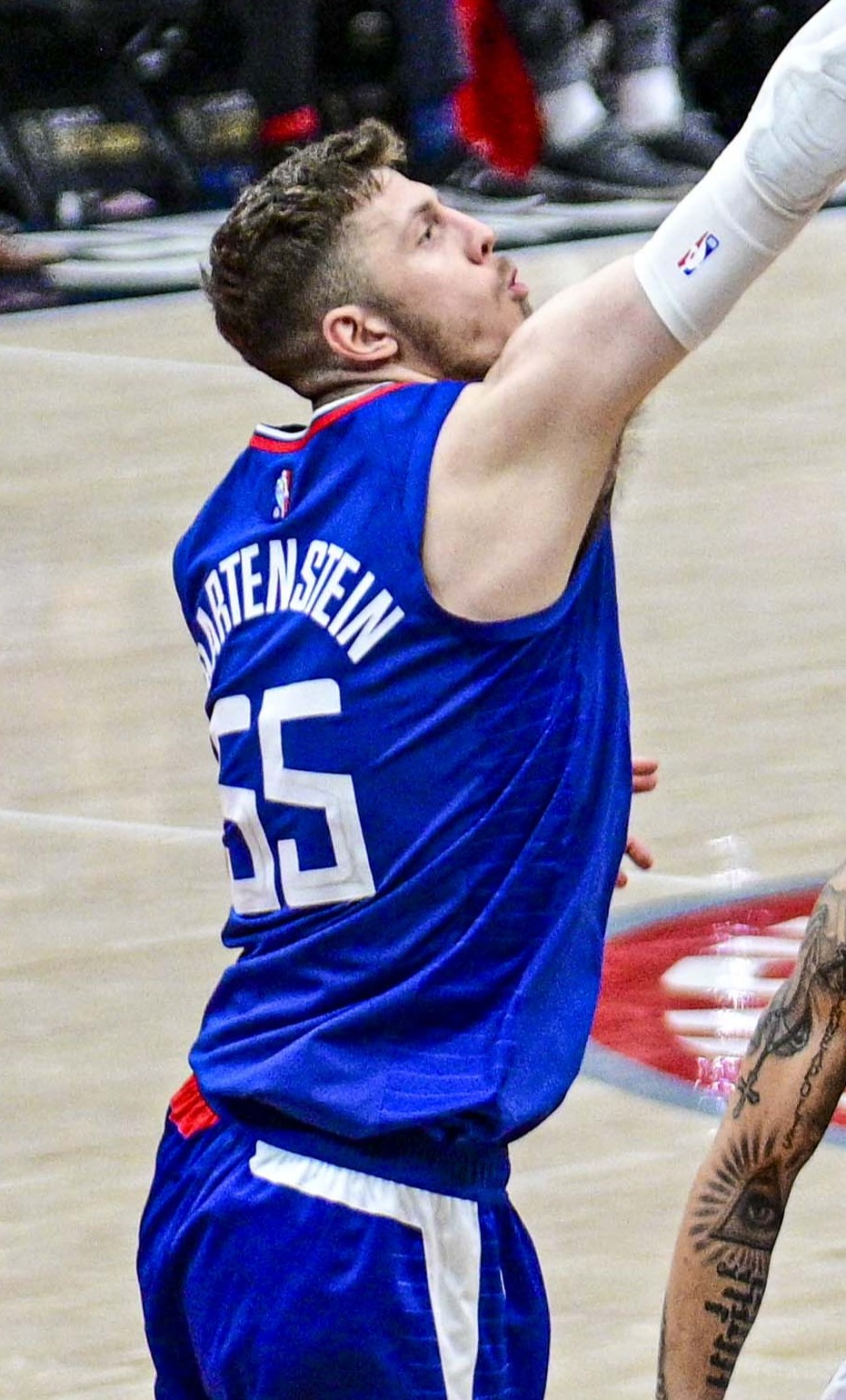
Isaiah Hartenstein, 2022.

Isaiah Hartenstein, född 5 maj 1998 i Eugene, Oregon i USA, är en tysk-amerikansk professionell basketspelare (C) som spelar för Oklahoma City Thunder i National Basketball Association (NBA). Han har tidigare spelat för Houston Rockets, Denver Nuggets, Cleveland Cavaliers, Los Angeles Clippers och New York Knicks.
Hartenstein draftades av Houston Rockets i andra rundan i 2017 års draft som 43:e spelare totalt.